# 自然对流
自然对流是没有外界驱动力但流体依然存在运动的情况，引起这種對流的内在力量是温度差或者（组分的）浓度差。
自然對流常在地球大氣層和海洋發生。